# Abeno Harukas
El Abeno Harukas(en japonès あべのハルカス) és un edifici de 62 pisos (2 pisos subterranis i 60 per sobre del sòl), situat a Osaka.
H aestat concebut per César Pelli i la seva consctrucció va acabar l'abril de 2014.